# Teo (Asia Minore)
Teo (in greco antico: Τέως?, Téos, in latino Tium) era un'antica città dell'Asia Minore.

## Geografia

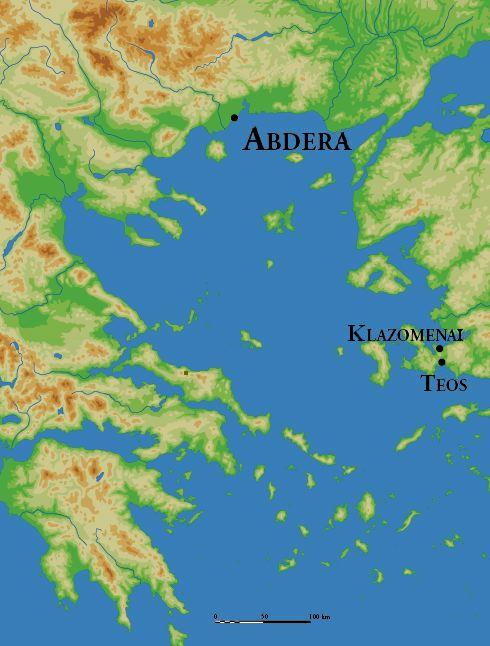
Carta con l'indicazione di Clazomene e Teo (Asia Minore), e Abdera (Tracia)

Teo era posta sulla costa della Ionia a nord di Efeso, circa 40 chilometri a sud-ovest dell'attuale città turca di Smirne, nelle vicinanze del porto di Siğacik. La città possedeva due porti: il principale, a sud, è ormai insabbiato; quello secondario, a nord, è utilizzato anche al giorno d'oggi dai pescatori di Siğacik.

## Storia
Teo fu fondata da coloni venuti dalla Tessaglia e da Atene nel I millennio a.C. Passò sotto dominio persiano alla caduta dell'ultimo sovrano della Lidia, Creso (547 a.C.). Ciro il Grande fece sottomettere da Arpago le città greche che erano state governate della Lidia, e ciò tra il 545 e il 540 a.C. determinò l'esodo di gran parte della popolazione verso la Tracia, in particolare verso la città di Abdera che, in precedenza colonia di Clazomene, in quell'occasione venne rifondata dagli abitanti di Teo dopo la sua distruzione ad opera dei Traci. Teo fece parte della Dodecapoli ionia e si impegnò così nella cosiddetta rivolta ionia contro il dominio persiano organizzata dal tiranno di Mileto, Aristagora. Durante le fasi finali della Guerra del Peloponneso Teo fece parte della Lega delio-attica (476 a.C.).
In epoca ellenistica il porto fu rafforzato da Antigono Monoftalmo il quale tentò di unire Lebedo a Teo. Fu coinvolta nelle guerre fra i successori di Alessandro Magno, dapprima nella lotta fra Antigono Monoftalmo e Lisimaco e poi fra quest'ultimo e Seleuco I; nonostante le vicissitudini militari, in età ellenistica la città fu prospera, divenendo un centro culturale. Vi studiò, per esempio, Epicuro, recatosi a Teo per seguire un discepolo di Democrito. La città Teo nel III secolo a.C. fu vittima di un attacco di pirati, i quali presero in ostaggio un gran numero di importanti cittadini della città e chiesero una forte somma per il riscatto. Siamo a conoscenza di questo evento da un'iscrizione in marmo. Il testo racconta le misure prese dagli abitanti di Teo per procurarsi il riscatto richiesto. Il cattivo stato dell'iscrizione non ha tuttavia permesso di chiarire chi fossero quei pirati e da dove provenissero.
Agli inizi del II secolo a.C. a Teo venne costruito uno dei più grandi templi dell'antichità , il tempio di Dioniso, opera dell'architetto Ermogene di Priene, che venne in seguito in parte ricostituito ad opera di Adriano.

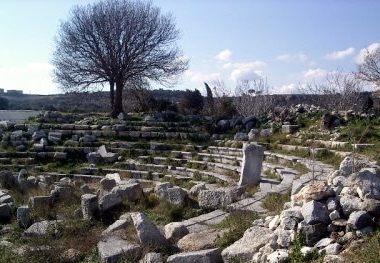
L'odéon di Teo

Dopo la riforma tetrarchica delle province romane, fu inclusa nella provincia di Honorias, nella diocesi del Ponto.